# Sangiaccato di Sirmia
Il sangiaccato di Sirmia (in turco Sirem sancağı, in serbo Sremski sandžak?, Сремски санџак, in croato Srijemski sandžak) era sangiaccato dell'Impero ottomano costituito nel 1541. Si trovava nella regione di Sirmia e faceva parte dell'Eyalet di Budin. Il centro amministrativo del Sangiaccato di Syrmia fu dal 1542 Uyluk (in croato: Ilok) e nella seconda metà del XVII secolo fu spostata a Dimitrofça (in serbo: Dmitrovica, oggi Sremska Mitrovica). La maggior parte del sangiaccato fu ceduto all'Austria secondo i termini del Trattato di Carlovitz nel 1699. Il resto del territorio di sangiaccato fu trasferito al sangiaccato di Smederevo e in seguito fu ceduto anche all'Austria secondo il trattato di Passarowitz nel 1718.

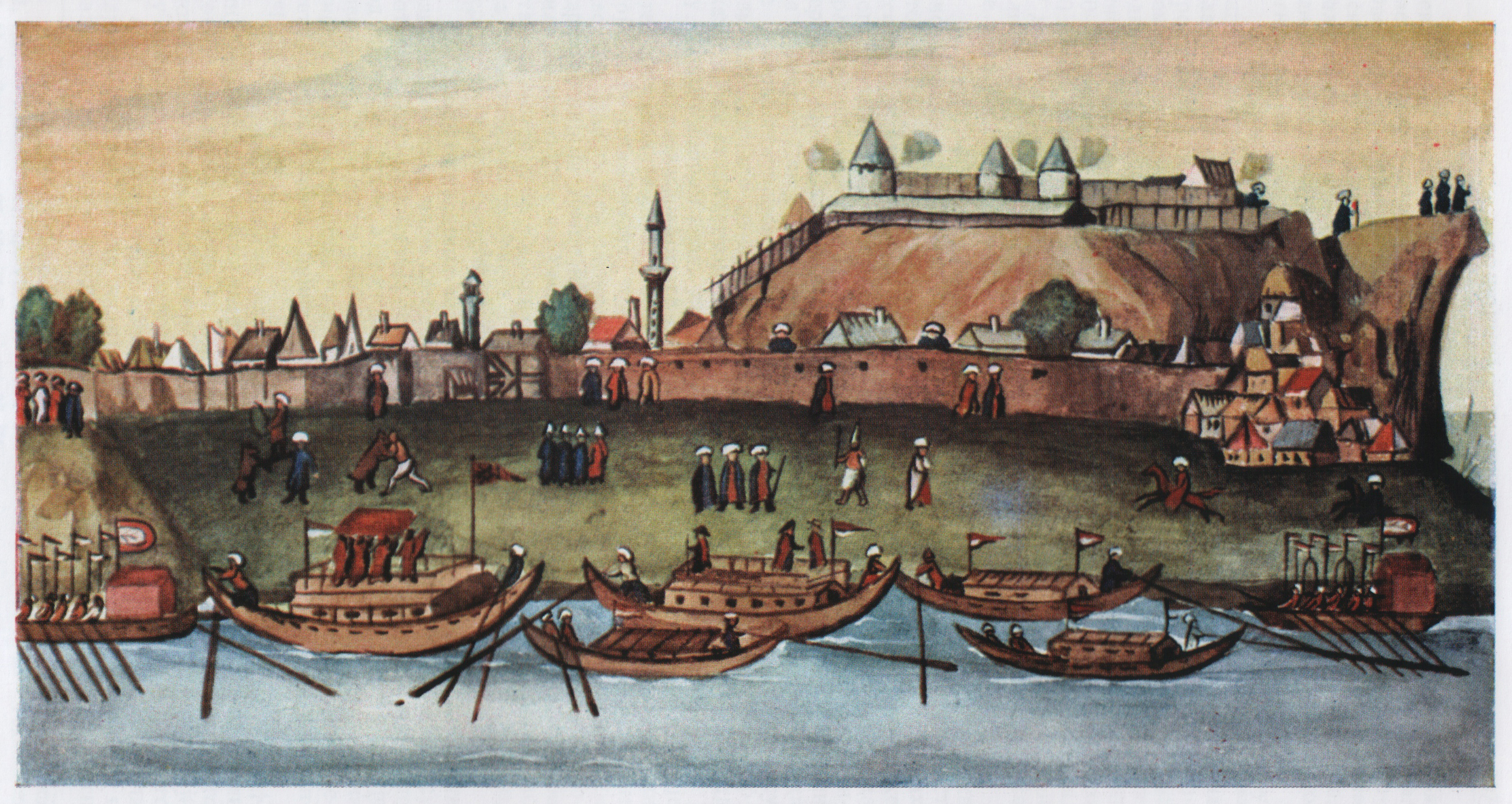
Zemun ottomano nel 1608

## Divisioni amministrative
Nel 1583-1587, il sangiaccato era diviso in diverse nahiya:
- Dimitrofça (Dmitrovica)
- Ilok
- Grgurevci
- Irig
- Podgajica (Podgorica)
- Varadin
- sirmia
- Morovic

Nel 1667, il sangiaccato era diviso in diversi kadiluk:
- Dimitrofça (Dmitrovica)
- Ilok
- Budim
- Irig
- Nijemci
- Rača
- Vukovar
- Grgurevci
- Slankamen

## Popolazione
Il sangiaccato era per lo più popolato da serbi ortodossi e musulmani di varie origini etniche. La popolazione dei villaggi era interamente serba, mentre la popolazione dei paesi e delle città era etnicamente e religiosamente diversificata. La città più grande del sangiaccato era Dimitrofça (Dmitrovica), che, secondo i dati del 1545-1548, era popolata principalmente da serbi e secondo i dati del 1566-1569 principalmente da musulmani.